# Stephanolepis diaspros
Stephanolepis diaspros és una espècie de peix de la família dels monacàntids i de l'ordre dels tetraodontiformes.

## Morfologia
- Els mascles poden assolir 25 cm de longitud total.[2][3]

## Alimentació
Menja invertebrats petits.

## Hàbitat
És un peix marí, de clima tropical i demersal que viu entre 20-50 m de fondària.

## Distribució geogràfica
Es troba des del Golf Pèrsic fins al Mar Roig (des d'on ha entrat a la Mediterrània a través del Canal de Suez).

## Observacions
És inofensiu per als humans.